# 南非鞭冠鮟鱇
南非鞭冠鮟鱇為輻鰭魚綱鮟鱇目棘茄魚亞目鞭冠鮟鱇科的其中一種，為深海魚類，分布於東南大西洋海域，棲息深度1280-1300公尺，雌魚體長可達14.8公分，生活習性不明，不具經濟價值。

## 扩展阅读
維基物種上的相關：南非鞭冠鮟鱇